# Tyrannus
Genre
Le genre Tyrannus comprend treize espèces de passereaux appartenant à la famille des Tyrannidae.

## Liste des espèces et sous-espèces
D'après la classification de référence du Congrès ornithologique international (ordre phylogénique) :
- Tyrannus niveigularis Sclater, PL, 1860 – Tyran chimu

- Tyrannus albogularis Burmeister, 1856 – Tyran à gorge blanche

- Tyrannus melancholicus Vieillot, 1819 – Tyran mélancolique
  - Tyrannus melancholicus satrapa (Cabanis & Heine, 1860)
  - Tyrannus melancholicus despotes (Lichtenstein, MHK, 1823)
  - Tyrannus melancholicus melancholicus Vieillot, 1819

- Tyrannus couchii Baird, SF, 1858 – Tyran de Couch

- Tyrannus vociferans Swainson, 1826 – Tyran de Cassin
  - Tyrannus vociferans vociferans Swainson, 1826
  - Tyrannus vociferans xenopterus Griscom, 1934

- Tyrannus crassirostris Swainson, 1826 – Tyran à bec épais
  - Tyrannus crassirostris pompalis Bangs & Peters, JL, 1928
  - Tyrannus crassirostris crassirostris Swainson, 1826

- Tyrannus verticalis Say, 1823 – Tyran de l'Ouest

- Tyrannus forficatus (Gmelin, JF, 1789) – Tyran à longue queue

- Tyrannus savana Daudin, 1802 – Tyran des savanes
  - Tyrannus savana monachus Hartlaub, 1844
  - Tyrannus savana sanctaemartae (Zimmer, JT, 1937)
  - Tyrannus savana circumdatus (Zimmer, JT, 1937)
  - Tyrannus savana savana Daudin, 1802

- Tyrannus tyrannus (Linnaeus, 1758) – Tyran tritri

- Tyrannus dominicensis (Gmelin, JF 1788) – Tyran gris
  - Tyrannus dominicensis dominicensis (Gmelin, JF, 1788)
  - Tyrannus dominicensis vorax Vieillot, 1819

- Tyrannus cubensis Richmond, 1898 – Tyran géant

- Tyrannus caudifasciatus d'Orbigny, 1839 – Tyran tête-police
  - Tyrannus caudifasciatus bahamensis (Bryant, H, 1864)
  - Tyrannus caudifasciatus caudifasciatus d'Orbigny, 1839
  - Tyrannus caudifasciatus caymanensis (Nicoll, 1904)
  - Tyrannus caudifasciatus jamaicensis (Chapman, 1892)
  - Tyrannus caudifasciatus taylori (Sclater, PL, 1864)
  - Tyrannus caudifasciatus gabbii (Lawrence, 1876)